# Giovanni Battista Deti
Giovanni Battista Deti (né le 16 février 1580 à Ferrare, en Émilie-Romagne, et mort le 13 juillet 1630 à Rome) est un cardinal italien du XVIIe siècle. De la famille Aldobrandini, il est un parent du pape Clément VIII.

## Biographie
Le pape Clément VIII le crée cardinal lors du consistoire du 3 mars 1599.
Deti participe aux deux conclaves de 1605 (élection de Léon XI et de Paul V), au conclave de 1621 (élection de Grégoire XV) et au conclave de 1623 (élection d'Urbain VIII). Il est vice-doyen et à partir de 1629, doyen du Collège des cardinaux.

### Sources
- Fiche du cardinal sur le site fiu.edu